# Liste von Birnensorten

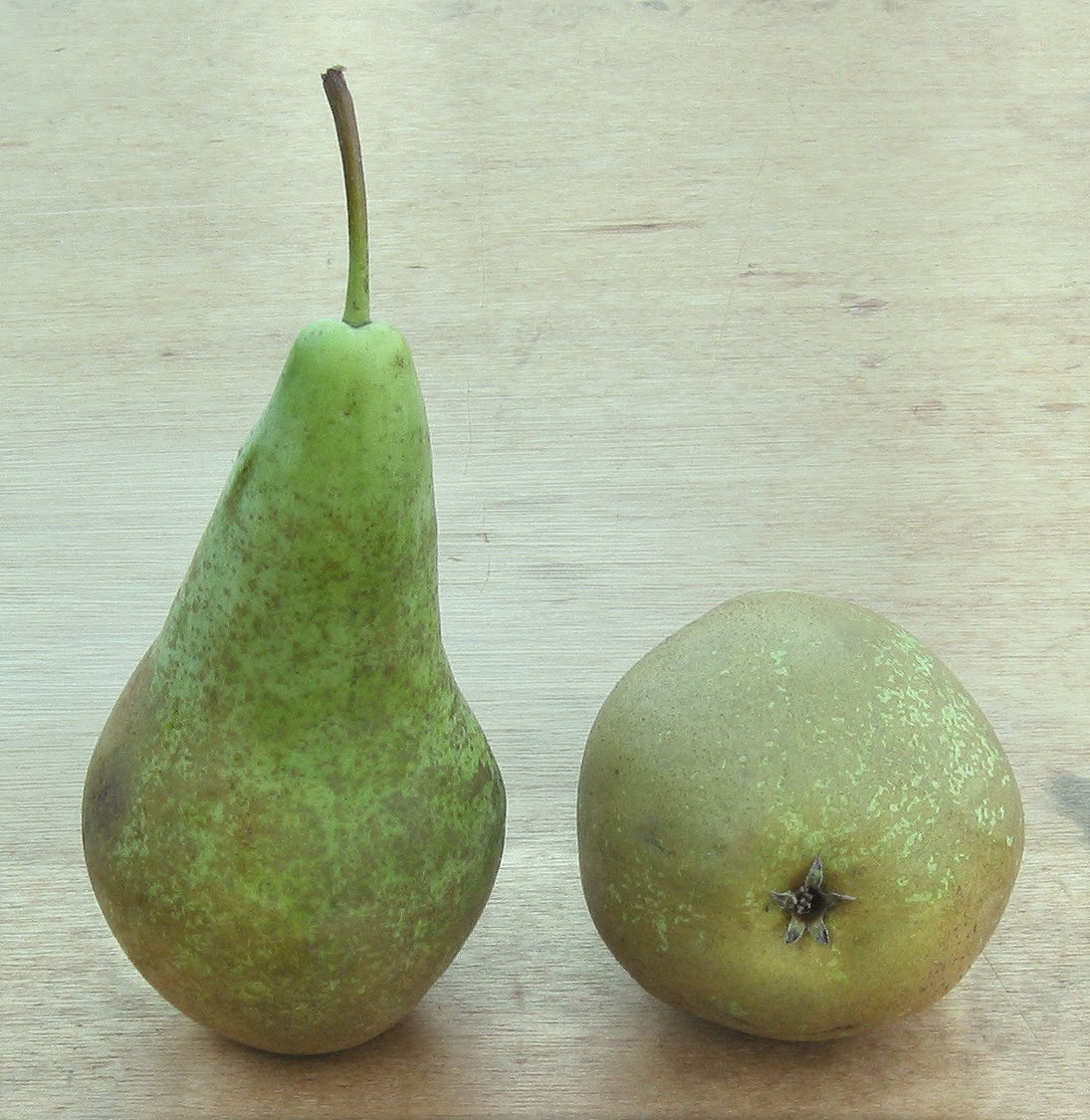
Birnen der Sorte Conference

## Ursprung, Erhaltung und Bestimmung der Birnensorten

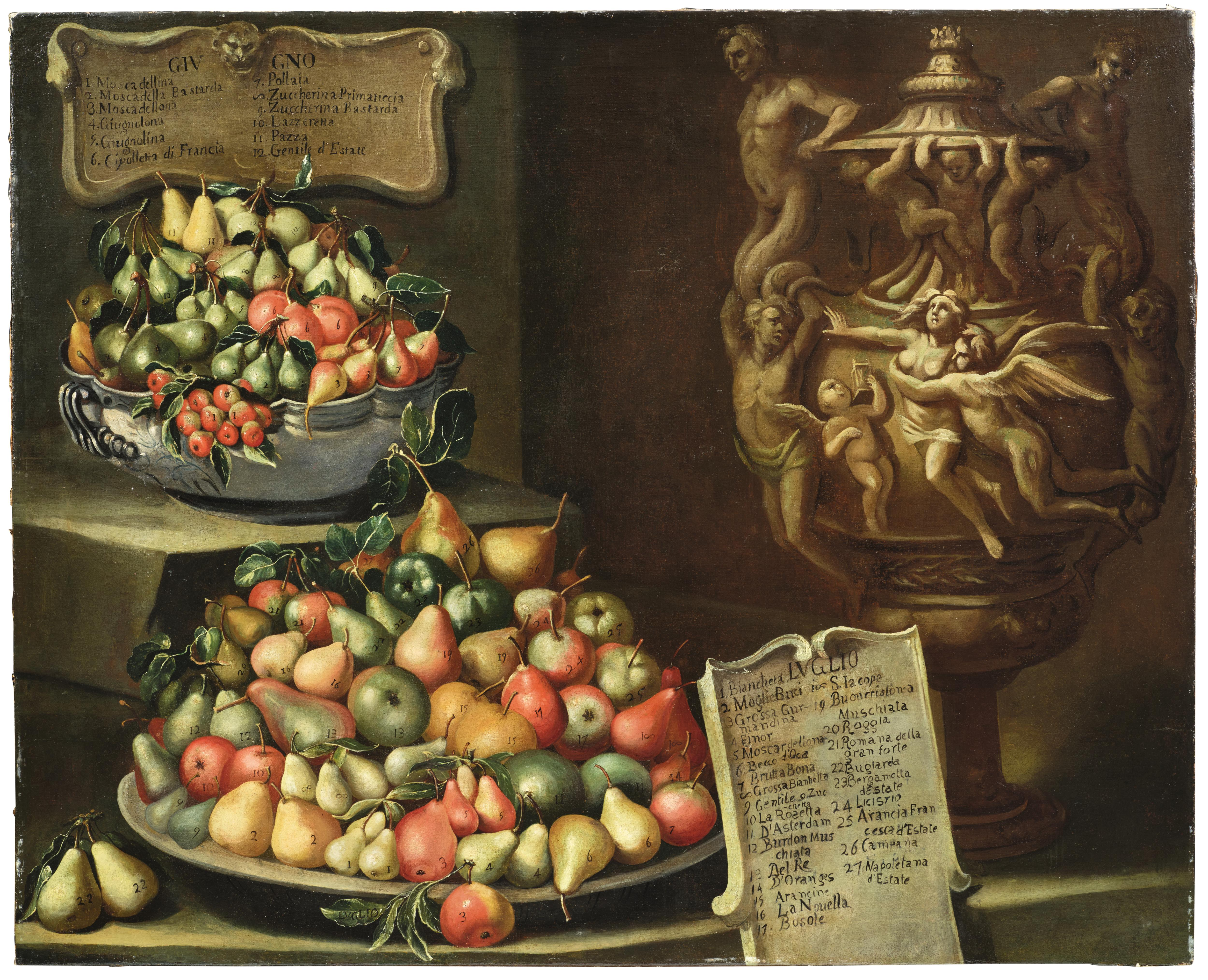
Bartolomeo Bimbi (1648–1730): Stillleben mit den Birnensorten des Juni und Juli, im Gemälde nummeriert und benannt

Die europäischen Kultursorten der Birne stammen wahrscheinlich aus dem Kaukasus und aus Kleinasien. Als Pyrus communis wird die Ausgangsform unserer Kulturbirne bezeichnet. Sie soll unter hauptsächlicher Beteiligung von Holzbirne (Pyrus pyraster) und Schnee-Birne (Pyrus nivalis) aus vielen Hybridisierungen entstanden sein.
Wissen zu Birnensorten stellt die Genbank National Clonal Germplasm Repository in Corvallis, Oregon, USA, zur Verfügung. In Europa ist die Malus/Pyrus Working Group des European Cooperative Programme for Crop Genetic Resources Networks (ECP/GR) mit der Erhaltung von Birnensorten befasst. Die europäische Pyrus-Datenbank (ECP/GR Pyrus Database) wird vom Centre de Recherches Agronomiques, Gembloux, Belgien betrieben. Eine entscheidende Rolle bei der Bestimmung von Birnensorten spielen auch einige spezialisierte Mitglieder des Pomologen-Verein.
Die Sortenbestimmung bei Birnen wird anhand phänologischer, morphologischer oder physiologischer Merkmale durchgeführt.
Birnensorten werden mittels bestimmter Merkmale beschrieben. Eine Liste der Merkmale von Birnen ist von der ECP/GR erarbeitet worden. Mittlerweile hat sich die RAPD-PCR-Methode zur exakten Sortenbestimmung bei Birnen im Labor etabliert. Die Abkürzung RAPD-PCR bedeutet Random Amplified Polymorphic DNA-Polymerase Chain Reaction (dt. „zufällig vervielfältigte polymorphe DNA-Polymerase-Kettenreaktion“). Die RAPD-PCR-Methode erlaubt es, Polymorphismen bei eng verwandten Organismen zu entdecken.

## Wichtige Birnensorten
Seit dem Mittelalter wurde die Birne über ganz Europa verbreitet. Ab dem 18. Jahrhundert setzte eine umfangreiche Selektionsarbeit und Neuzüchtung ein. Das heutige im Anbau befindliche Birnensortiment beschränkt sich auf wenige Sorten.
Alle diese Sorten stammen aus dem 18. und 19. Jahrhundert.
Erst in jüngster Zeit hat sich die Züchtung, wenn auch nicht so intensiv wie beim Apfel, der Birne zugewandt.
Alexander Lucas, Conference und Williams Christ sind unverändert die in dieser Reihenfolge wichtigsten Sorten im deutschen Anbau. Auch bei Neupflanzungen stellen sie den höchsten Anteil. Nur die Neuzüchtung Concorde, eine Kreuzung aus Conference und Vereinsdechantsbirne, konnte einen kleinen Anteil an der Birnenanbaufläche in Deutschland gewinnen. Je nach Region werden in Deutschland noch Köstliche aus Charneux, Clapps Liebling, Vereinsdechantsbirne, Boscs Flaschenbirne oder Gute Luise angebaut.
| Conference                                        | 29.177,70 ha | 26,1 % |
| Abbé Fétel (Abate Fetel)                          | 12.567,90 ha | 11,3 % |
| Williams Bon Chrétien (Bartlett, Williams Christ) | 10.332,10 ha | 9,2 %  |
| Rocha                                             | 8.728,07 ha  | 7,8 %  |
| Blanca de Aranjuez (Blanquilla)                   | 5.782,69 ha  | 5,2 %  |
| Vereinsdechantsbirne (Doyenne de Comice)          | 4.387,44 ha  | 3,9 %  |
| Jules Guyot (Limonera)                            | 3.520,37 ha  | 3,1 %  |
| Coscia                                            | 3.387,49 ha  | 3,0 %  |
| Kaiser Alexander (Boscs Flaschenbirne)            | 3.051,39 ha  | 2,7 %  |
| Clapps Liebling                                   | 2.162,13 ha  | 1,9 %  |

## Birnensorten für den Garten

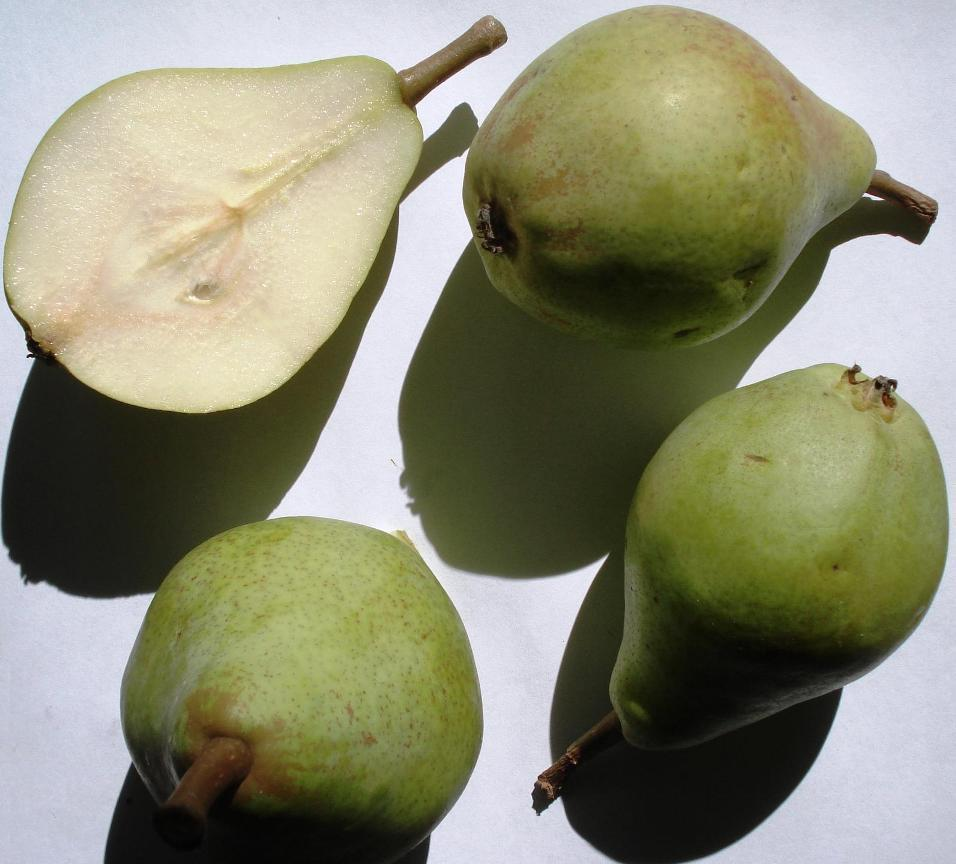
Birnen der Sorte Clapps Liebling

nach Reifezeit geordnet:
| Sort                                               | Pflückreife          | Genußreife                              | Literaturquellen | Schlechte Eigenschaften                                          |
| -------------------------------------------------- | -------------------- | --------------------------------------- | ---------------- | ---------------------------------------------------------------- |
| Bunte Juli = Colorée de Juliet                     | 15. Juli – 15. Aug.  | 15. Juli – 30. Aug.                     | A.               |                                                                  |
| Petersbirne (Weizenbirne)                          | 20. Juli – 10. Aug.  | 20. Juli – 20. Aug.                     | B.               |                                                                  |
| Frühe von Trévoux                                  | 1. Aug. – 30. Aug.   | 1. Aug. – 10. Sept.                     | A. B.            | Früchte fallen leicht bei Sturm.                                 |
| Clapps Liebling                                    | 1. Aug. – 30. Aug.   | 1. Aug. – 10. Sept.                     | A. B.            | Feuerbrand, (Schorf), Die Frucht hängt nicht fest am Fruchtholz. |
| Gute Graue                                         | 5. Aug. – 30. Aug.   | 5. Aug. – 10. Sept.                     |                  | Schorf                                                           |
| Stuttgarter Geißhirtle                             | 15. Aug. – 12. Sept. | 15. Aug. – 12. Sept.                    | A.               | Schorf.                                                          |
| Harvest Queen                                      | 15. Aug. – 15. Sept. | 15. Aug. – 15. Sept.                    | B.               |                                                                  |
| Williams Christ = Williams bon Chretien = Bartlett | 18. Aug – 18. Sept.  | 15. Sept. – 12. Okt.                    | A. B. C.         | Schorf, Holzfrost, Feuerbrand.                                   |
| Robert de Neufville                                | 20. Aug. – 10. Sept. | 1. – 30. Sept.                          | B.               |                                                                  |
| Clara Frijs = Comtesse Clara Frijs                 | 7. – 20. Sept.       | 7.–30. Sept.                            | D.               |                                                                  |
| Nojabrskaja                                        |                      |                                         |                  |                                                                  |
| Triumph de Vienne                                  | 1.-30. Sept.         | 20. Sept. – 15. Okt.                    | A.               |                                                                  |
| Herzogin Elsa                                      | 15. Sept. – 15. Okt. | 20. Sept. – 20. Okt.                    | A. B.            | Geringe Haltbarkeit der Früchte.                                 |
| Doppelte Philippsbirne                             | 1.-30. Sept.         | 20. Sept. – 30. Okt.                    | A.               | Feuerbrand.                                                      |
| Gute Luise = Bonne Luise = Luise Bonne             | 10. Sept. – 12. Okt. | 22. Sept. – 30. Okt.                    | A. B.            | stark Schorfanfällig, nicht im Streuobst                         |
| Pitmaston= Pitmaston Duchesse                      | 20. Sept. – 10. Okt. | 1. – 30. Okt.                           | B.               |                                                                  |
| Gellerts Butterbirne = Hardy's Butterbirne         | 15. Sept. – 15. Okt. | 10. Okt. – 30. Okt.                     | A. B. C.         | stark schorfanfällig                                             |
| Bristol Cross                                      | 15. Sept. – 15. Okt. | 10. Okt. – 20. Nov.                     | A.               |                                                                  |
| Tongern                                            | 15. Sept. – 15. Okt. | 10. Okt. – 30. Nov.                     |                  |                                                                  |
| Bosc´s Flaschenbirne = Kaiser Alexander            | 15. Sept. – 15. Okt. | 10. Okt. – 15. Nov.                     | A. B. C.         |                                                                  |
| Präsident Drouard                                  | 15. Sept. – 15. Okt. | 15. Okt. – 30. Nov.                     | A. B.            | Druckempfindlich.                                                |
| Köstliche von Charneux, auch ‘Légipont’            | 20. Sept. – 15. Okt. | 15. Okt. – 30. Nov.                     | A. B.            | Feuerbrand, (Schorf).                                            |
| Harrow Sweet                                       | 10. - 20. Sept.      | 1. - 30. Okt.                           |                  |                                                                  |
| General Leclerc                                    | 10. - 20. Sept.      | 10. Sept. – 30. Okt.(Kühllager 30 Jan.) | B.               |                                                                  |
| Concorde                                           | 20. Sept. – 10. Okt. | 10. Okt. – 28. Feb.                     | B.               |                                                                  |
| Conference                                         | 20. Sept. – 15. Okt. | 15. Okt. – 15. Nov.                     | A. B.            |                                                                  |
| Clairgeaus Butterbirne                             | 1. - 20. Okt.        | 20. Okt. – 15. Dez.                     | A. B.            | (Schorf).                                                        |
| Vereinsdechantsbirne, auch ‘Doyenné du Comice’     | 1. – 30. Okt.        | 1. – 30. Nov.                           | A. B.            | Geringer Ertrag.                                                 |
| Alexander Lucas                                    | 1. - 30. Okt.        | 1. Nov. – 30. Dez. (Kühllager 15 März)  | A. B.            | Schorf, Feuerbrand, Fusicladium                                  |
| Jeanne d´Arc                                       | 20. Okt. – 10. Nov.  | 15. Nov. – 15. Dez.                     | B.               | Schorf, geringer Ertrag.                                         |
| Pastorenbirne                                      | 7. Okt. – 12. Nov.   | 12. Nov. – 15. Jan.                     | A. B.            | Schorf, frostempfindlich.                                        |
| Hardenponts Winterbutterbirne                      | 10. – 20. Okt.       | 1. Dez. – 15. Jan.                      | C.               | Fusicladium                                                      |
| Madame Verté                                       | 10. - 20. Okt.       | 1. Dez. – 30. Jan.                      |                  |                                                                  |
| Gräfin von Paris=Comtesse de Paris                 | 20. Okt. – 15. Nov.  | 15. Nov. – 30. Jan.                     | A. B.            | Schorf, Feuerbrand. Nur für Weinbauklima                         |
| Uta                                                |                      | – 30. Jan. (Kühllager 28. Feb.)         | B.               |                                                                  |
| Esperens Bergamotte                                | 15. – 30. Okt.       | 1. Jan. – 28. Feb.                      | C.               | schwachwachsend                                                  |
| Josephine von Mecheln                              | 20. Okt.             | 1. Jan. – 30. März                      | B.               | (Schorf), schwachwachsend                                        |

Literaturquellen:
- A. Robert Silbereisen, Obstsorten-Atlas
- B. Fischer, Farbatlas Obstsorten, 2010

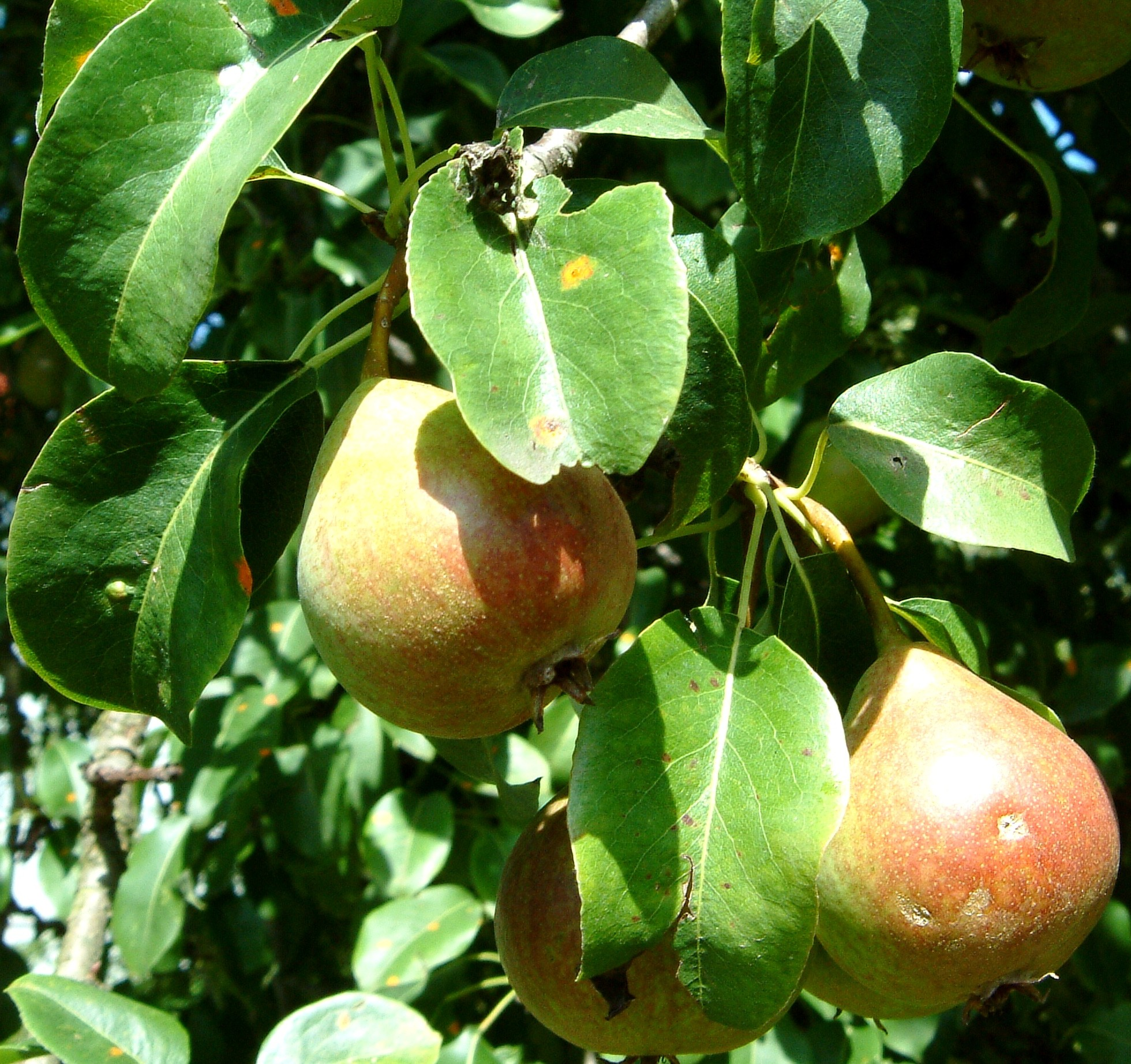
Petersbirne

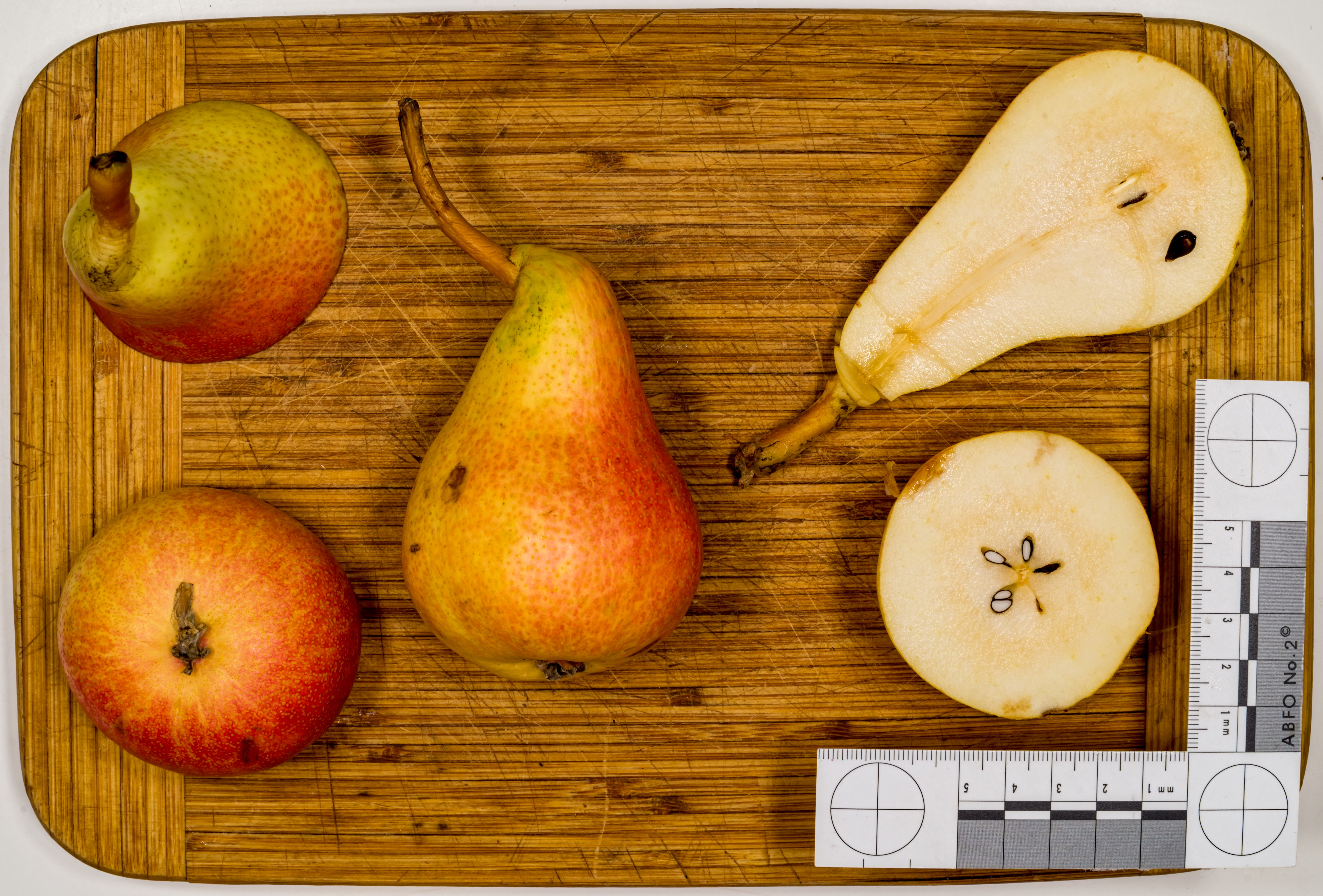
Die Birne Carmen

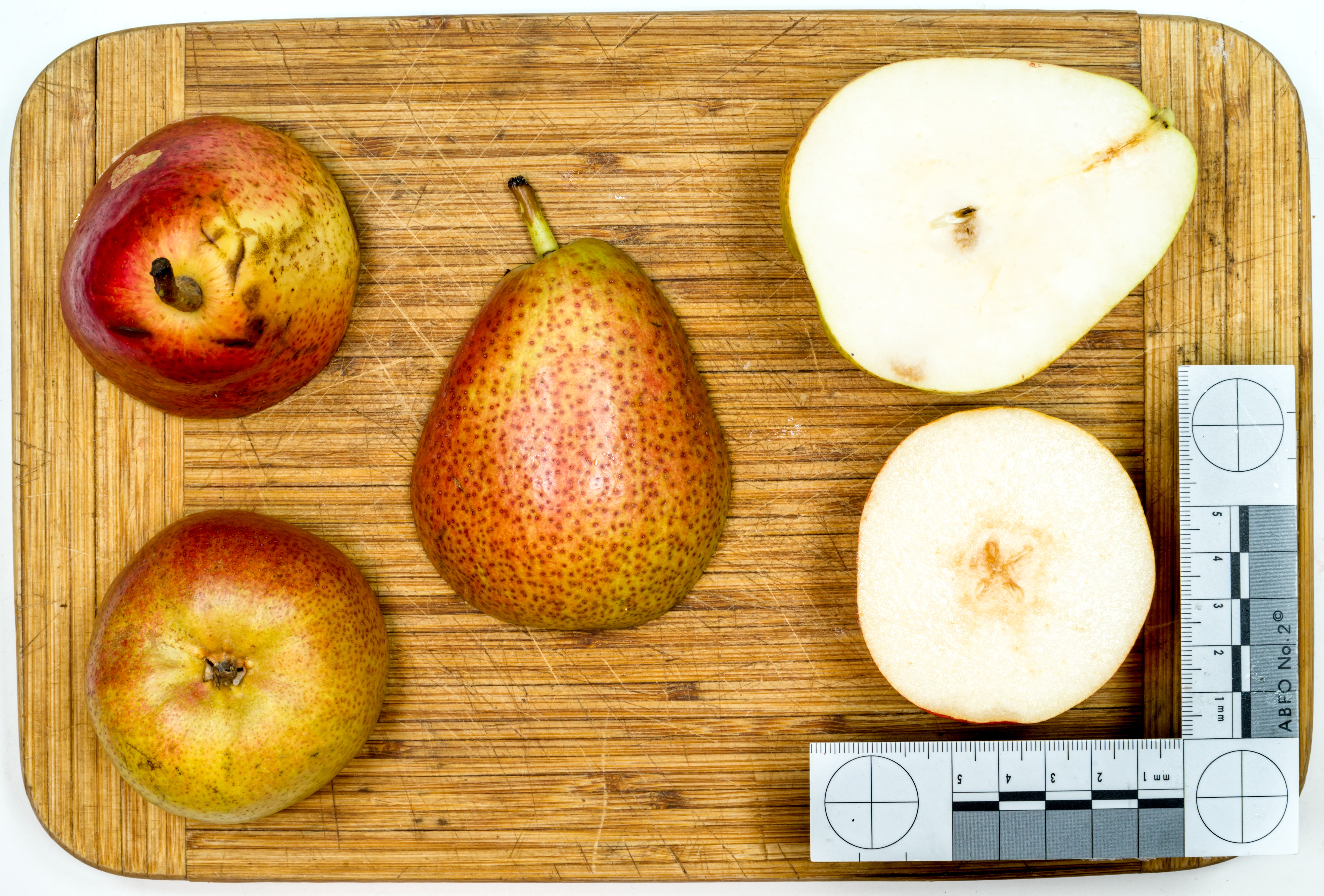
Cape Rose oder Cheeky

- C. Robert Schumacher, Die Fruchtbarkeit der Obstgehölze, 1989
- D. Pedersen, Danmarks Frugtsorter, 1950

Mostbirnen:
- Oberösterreicher Weinbirne

- Grüne Pichelbirne
- Schweizer Wasserbirne
- Grüne Jagdbirne
- Gelbmöstler
- Luxemburger Mostbirne
- Nägelesbirne
- Karcherbirne

Dörrbirnen:
- Palmischbirne (Württemberg)
- Rote Pichlbirne (Oberösterreich)

- Stuttgarter Geißhirtle

## Umfassendes Verzeichnis von Tafelbirnensorten
Für die Liste wurde das Illustrirte Handbuch der Obstkunde von 1860 ausgewertet. Diese in der deutschen Obstbaugeschichte unübertroffene Darstellung enthält über 260 Birnensorten. Jede Sorte wird mit einer Zeichnung und einer detaillierten Sortenbeschreibung von etwa zwei Seiten vorgestellt. Enthalten sind vor allem viele alte und lokale Sorten, auf welche die heutige Naturschutzarbeit besonderen Wert legt. Daneben finden sich auch einige inzwischen vergessene „Modesorten“ und experimentelle Sorten des 19. Jahrhunderts.
Bei den im Handbuch beschriebenen Sorten sind Nummer und Fundstelle hinzugefügt. Das Handbuch unterteilt in Sommer-, Herbst- und Winterbirnen. Dieser Einteilung folgt auch die vorliegende Liste. Die Literaturangaben beziehen sich auf das Handbuch, soweit nicht anders angegeben.

### Sommerbirnen

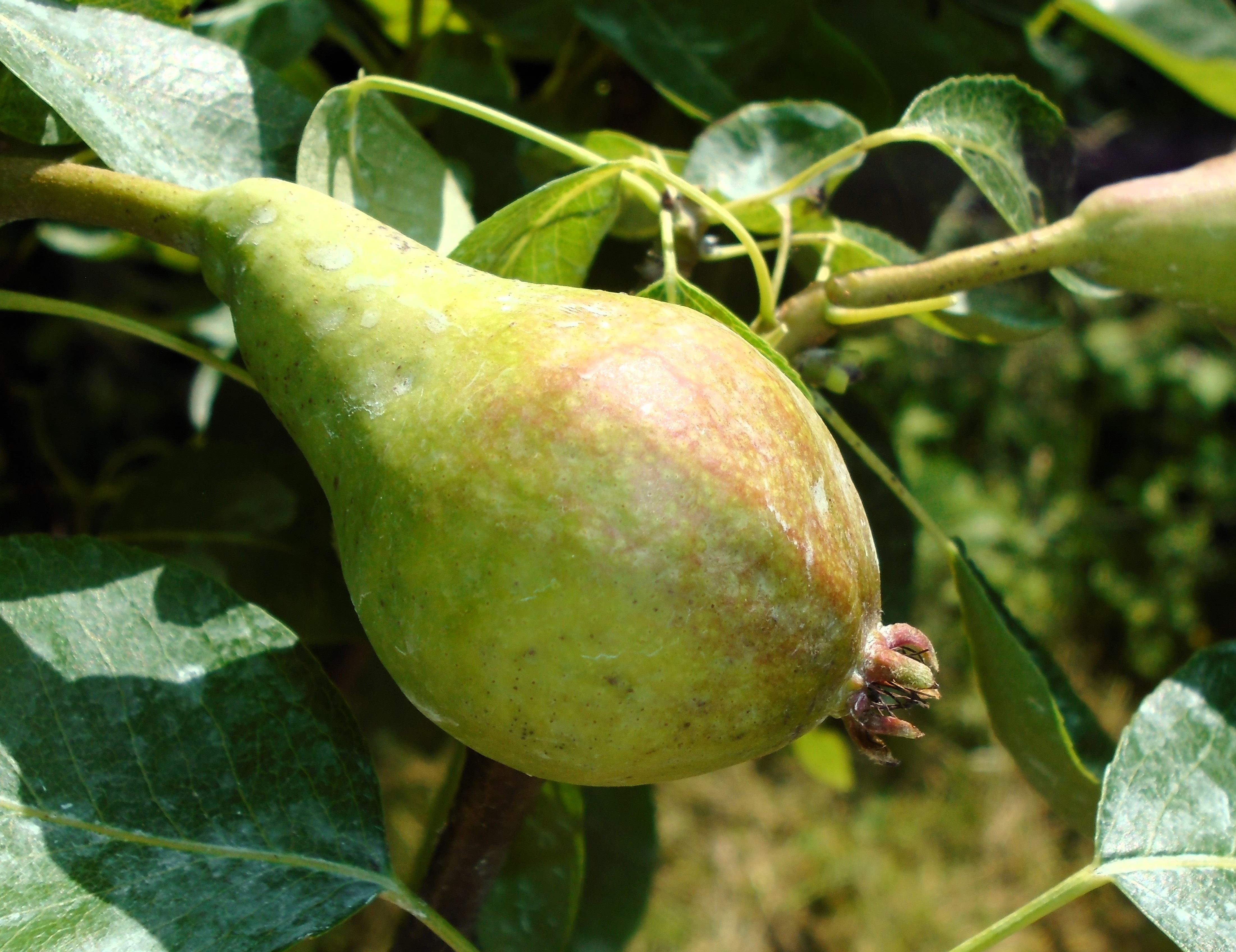
Birne der Sorte Frühe Morettini

- Amanlis Butterbirne: Sortenbeschreibung in Band 2, 1860, Nr. 24, S. 71 f.
- Ananasbirne aus Courtray
- André Despotes
- Augustbirne
- Blutbirne
- Bunte Julibirne
- Clapps Liebling
- Damenbirne: Sortenbeschreibung in Band 2, 1860, Nr. 7, S. 37 f.
- Edle Sommerbirne: Sortenbeschreibung in Band 2, 1860, Nr. 5, S. 33 f.
- Enghien: Sortenbeschreibung in Band 2, 1860, Nr. 15, S. 53 f.
- Englische Sommerbutterbirne: Sortenbeschreibung in Band 2, 1860, Nr. 26, S. 75 f.
- Esperens Herrenbirne
- Frühe Gaishirtle: Sortenbeschreibung in Band 2, 1860, Nr. 2, S. 27 f.
- Frühe Morettini: Sortenbeschreibung in Obst & Garten, Heft 11, 2007, S. 407.
- Frühe Schweizerbergamotte: Sortenbeschreibung in Band 2, 1860, Nr. 20, S. 63 f.
- Frühe aus Trévoux = Frühe von Trévox = Précoce de Trévoux : Sortenbeschreibung in Pomologische Monatshefte 1881, S. 357, 1896, S. 233 und 1900, S. 3.
- Gelbe Frühbirne
- Gelbgraue Rosenbirne: Sortenbeschreibung in Band 2, 1860, Nr. 19, S. 61 f.
- Große Sommer-Citronenbirne: Sortenbeschreibung in Band 2, 1860, Nr. 21, S. 65 f.
- Grüne Hoyerswerder: Sortenbeschreibung in Band 2, 1860, Nr. 6, S. 35 f.
- Grüne Magdalene: Sortenbeschreibung in Band 2, 1860, Nr. 3, S. 29 f.
- Gute Graue: Sortenbeschreibung in Band 2, 1860, Nr. 18, S. 59 f.
- Hardenpoints frühe Colmar: Sortenbeschreibung in Band 2, 1860, Nr. 14, S. 51 f.
- Harrow Delight
- Holländische Feigenbirne: Sortenbeschreibung in Band 2, 1860, Nr. 25, S. 73 f.
- Isolda
- Jules Guyot
- Junkerbirne: Sortenbeschreibung in Band 2, 1860, Nr. 28, S. 79 f.
- Kleine Muskateller: Sortenbeschreibung in Band 2, 1860, Nr. 1, S. 25 f.[7]
- Kongressbirne
- Leipziger Rosenbirne: Sortenbeschreibung in Band 2, 1860, Nr. 17, S. 57 f.
- Lübecker Sommerbergamotte: Sortenbeschreibung in Band 5, 1866, Nr. 369, S. 237 f.
- Madame Favre
- Madame Treyve
- Margarete Marillat
- Muskatellerbirne
- Müskierte Pomeranzenbirne: Sortenbeschreibung in Band 2, 1860, Nr. 13, S. 49 f.
- Nagowitz Birne: Sortenbeschreibung: Die Frucht ist lang kegel- bis kurz flaschenförmig, stielseitig leicht eingeschnürt, gegen den Kelch zu kugelförmig endende Form. Etwa 55 bis 65 mm lang, 34 bis 35 mm breit.
- Petersbirne
- Punktirter Sommerdorn: Sortenbeschreibung in Band 2, 1860, Nr. 23, S. 69 f.
- Qtee Norwegen 1987, Kreuzung aus Williams x Colorée de Juillet (Bunte Julibirne)
- Rettichbirne
- Römische Schmalzbirne: Sortenbeschreibung in Band 2, 1860, Nr. 16, S. 55 f.
- Rousselet von Rheims: Sortenbeschreibung in Band 2, 1860, Nr. 27, S. 77 f.
- Runde Mundnetzbirne: Sortenbeschreibung in Band 2, 1860, Nr. 11, S. 45 f.
- Solaner
- Salzburgerbirne
- Säuerliche Margarethenbirne: Sortenbeschreibung in Band 2, 1860, Nr. 4, S. 31 f.
- Sommer-Apothekerbirne: Sortenbeschreibung in Band 2, 1860, Nr. 22, S. 67 f.
- Sommer-Eierbirne: Sortenbeschreibung in Band 2, 1860, Nr. 8, S. 39 f.
- Sommer-Magdalene
- Sommer-Robine: Sortenbeschreibung in Band 2, 1860, Nr. 10, S. 43 f.
- Stuttgarter Gaishirtle: Sortenbeschreibung in Band 2, 1860, Nr. 12, S. 47 f.
- Theodore: Sortenbeschreibung in Band 2, 1860, Nr. 9, S. 41 f.
- Triumph aus Vienne = Triumph von Vienne: Pomologische Monatshefte 1881.
- Volltragende Bergamotte: Sortenbeschreibung in Band 2, 1860, Nr. 29, S. 81 f.
- Windsorbirne
- Williams Christ: Sortenbeschreibung in Band 2, 1860, Nr. 191, S. 405 f.

### Herbstbirnen
- Aarer Pfundbirne: Sortenbeschreibung in Band 2, 1860, Nr. 54, S. 131 f.
- Blumenbachs Butterbirne: Sortenbeschreibung in Band 2, 1860, Nr. 60, S. 143 f.
- Boscs Flaschenbirne = ‘Kaiser Alexander’: Sortenbeschreibung in Band 2, 1860, Nr. 49, S. 121 f.
- Brüsseler Zuckerbirne: Sortenbeschreibung in Band 2, 1860, Nr. 45, S. 113 f.
- Burchardts Butterbirne: Sortenbeschreibung in Band 2, 1860, Nr. 46, S. 115 f.
- Capiaumont: Sortenbeschreibung in Band 2, 1860, Nr. 35, S. 93 f.
- Crasanne: Sortenbeschreibung in Band 2, 1860, Nr. 61, S. 145 f.
- Dechant Dillen: Sortenbeschreibung in Band 2, 1860, Nr. 34, S. 91 f.
- Decora

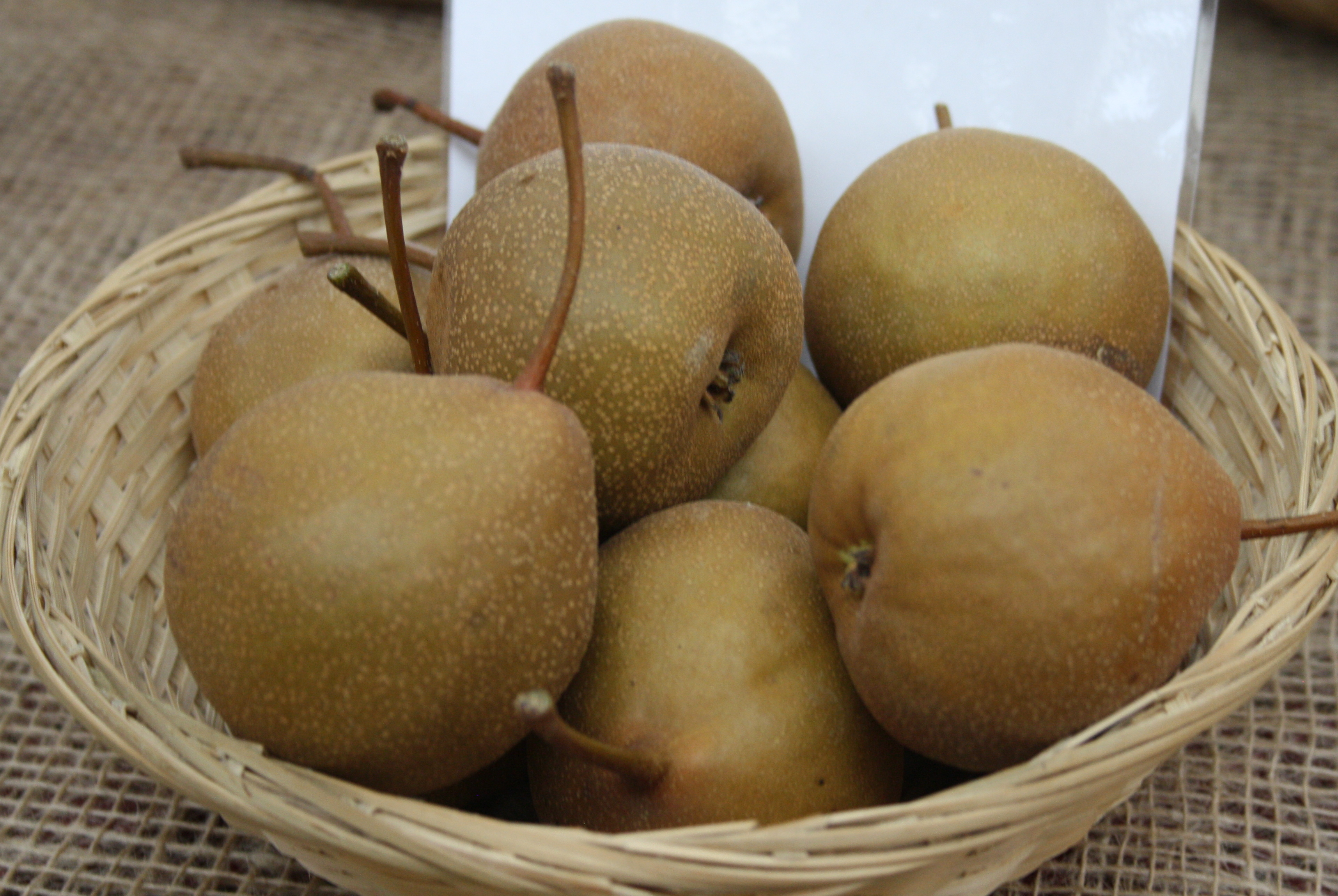
Dycker Schmalzbirne (Braune Schmalzbirne, Doppelte Wried oder Griesbirne)

- Dycker Schmalzbirne (früher: Braune Schmalzbirne, auch Doppelte Wried oder Griesbirne)
- Deutsche Nationalbergamotte: Sortenbeschreibung in Band 2, 1860, Nr. 32, S. 87 f.
- Elektra
- Fässlesbirne
- Gelbe Wadelbirne
- Graue Dechantsbirne: Sortenbeschreibung in Band 2, 1860, Nr. 56, S. 135 f.
- Graue Herbstbutterbirne: Sortenbeschreibung in Band 2, 1860, Nr. 38, S. 99 f.
- Grumkower Butterbirne: Sortenbeschreibung in Band 2, 1860, Nr. 62, S. 147 f.
- Grüne Herbstzuckerbirne: Sortenbeschreibung in Band 2, 1860, Nr. 57, S. 137 f.
- Grüne Pfundbirne: Sortenbeschreibung in Band 2, 1860, Nr. 36, S. 95 f.
- Gute Luise
- Hellmanns Melonenbirne: Sortenbeschreibung in Band 2, 1860, Nr. 65, S. 153 f.
- Herbstbirne ohne Schale: Sortenbeschreibung in Band 2, 1860, Nr. 40, S. 103 f.
- Herbstsylvester: Sortenbeschreibung in Band 2, 1860, Nr. 39, S. 101 f.
- Herzogin von Angouleme: Sortenbeschreibung in Band 2, 1860, Nr. 66, S. 155 f.
- Herzogin Elsa
- Hirschbirne
- Holzfarbige Butterbirne: Sortenbeschreibung in Band 2, 1860, Nr. 33, S. 89 f.
- Ida: Sortenbeschreibung in Band 2, 1860, Nr. 30, S. 83 f.
- Kaiser Alexander: Sortenbeschreibung in Band 2, 1860, Nr. 63, S. 149 f.
- Karcherbirne
- Kirchensaller Mostbirne
- Knollbirne

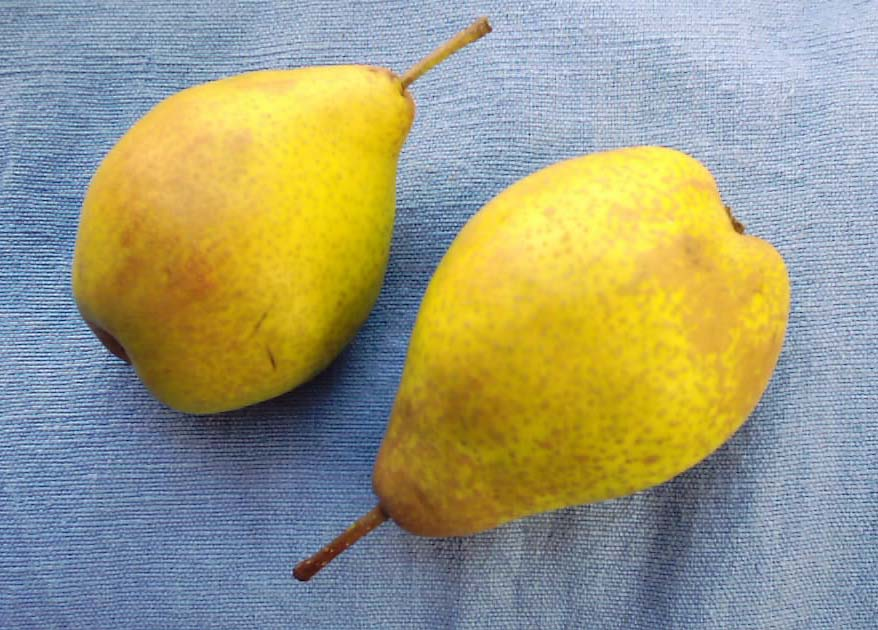
Köstliche aus Charneux (Bürgermeister-Birne)

- Köstliche aus Charneux / Bürgermeisterbirne: Sortenbeschreibung in Band 2, 1860, Nr. 41, S. 105 f.
- Lange grüne Herbstbirne: Sortenbeschreibung in Band 2, 1860, Nr. 44, S. 111 f.
- Lange weiße Dechantsbirne: Sortenbeschreibung in Band 2, 1860, Nr. 42, S. 107 f.
- Marie Louise: Sortenbeschreibung in Band 2, 1860, Nr. 59, S. 141 f.
- Margarete Marillat: Sortenbeschreibung in Obst & Garten, Heft 9, 2007, S. 335.
- Markgräfin: Sortenbeschreibung in Band 2, 1860, Nr. 50, S. 123 f.
- Minister Dr. Lucius: Sortenbeschreibung in Pomologische Monatshefte 1899, S. 1
- Mollebusch, auch ‘Mullebusch’, ‘Mouillebouche’, (bei Aigner: ‘Wahre Mollebusch’), Aigner, Nr. B 185.
- Mouillebouche, Mullebusch siehe oben Mollebusch
- Napoleons Butterbirne: Sortenbeschreibung in Band 2, 1860, Nr. 58, S. 139 f.
- Napoleons Schmalzbirne: Sortenbeschreibung in Band 2, 1860, Nr. 64, S. 151 f.
- Nordhäuser Herbstforelle siehe Forellenbirne
- Oken: Sortenbeschreibung in Band 2, 1860, Nr. 55, S. 133 f.
- Packhams (‘Packhams Triumph’)
- Paradiesbirne: Sortenbeschreibung in Band 2, 1860, Nr. 53, S. 129 f.
- Palabirne Auch bekannt als ‘Gesundheitsbirne’; Lokalname im oberen Vinschgau (Südtirol) siehe Sommer-Apothekerbirne
- Prinzessin Marianne: Sortenbeschreibung in Band 2, 1860, Nr. 31, S. 85 f.
- Rote Bergamotte: Sortenbeschreibung in Band 2, 1860, Nr. 37, S. 97 f.
- Rote Dechantsbirne: Sortenbeschreibung in Band 2, 1860, Nr. 48, S. 119 f.
- Rote Doyenne van Doorn (Sweet Sensation/Sweet Doret)[8]Querschnitte durch Rode Doyenne van Doorn

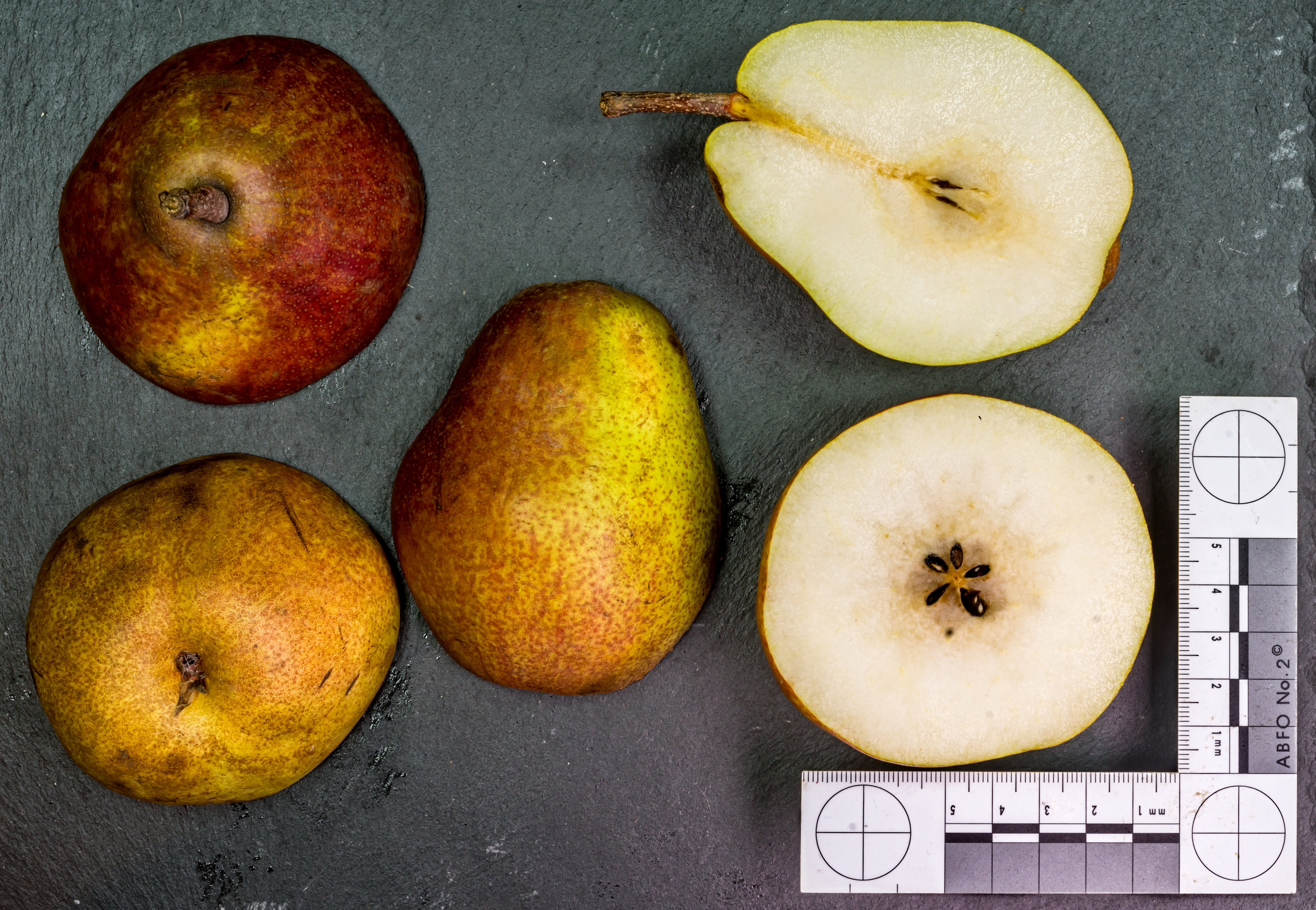
Querschnitte durch Rode Doyenne van Doorn

- Schweizerhose (Schweizerische Obstsorten, 1863)
- Schweizer Wasserbirne
- Seckels Birne: Sortenbeschreibung in Band 2, 1860, Nr. 47, S. 117 f.
- Speckbirne
- Trockener Martin: Streuobstsorte des Jahres 2009 in Rheinland-Pfalz und im Saarland
- Vincent: Sortenbeschreibung in Band 2, 1860, Nr. 52, S. 127 f.
- Wahre Mollebusch siehe oben Mollebusch
- Weiße Herbstbutterbirne: Sortenbeschreibung in Band 2, 1860, Nr. 43, S. 109 f.
- Wilde Eierbirne
- Wildling von Motte: Sortenbeschreibung in Band 2, 1860, Nr. 51, S. 125 f.

### Winterbirnen

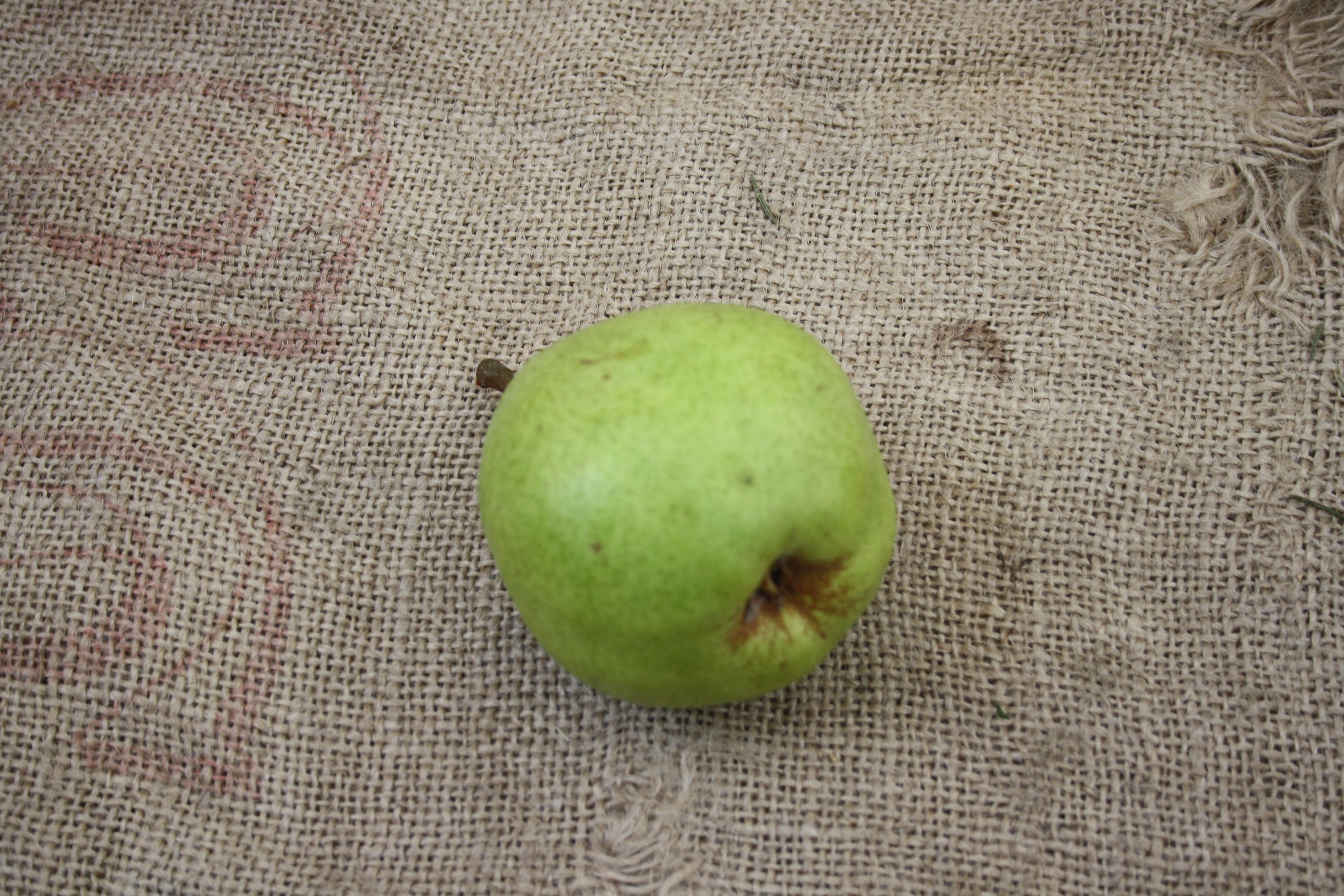
Colomas Herbstbutterbirne

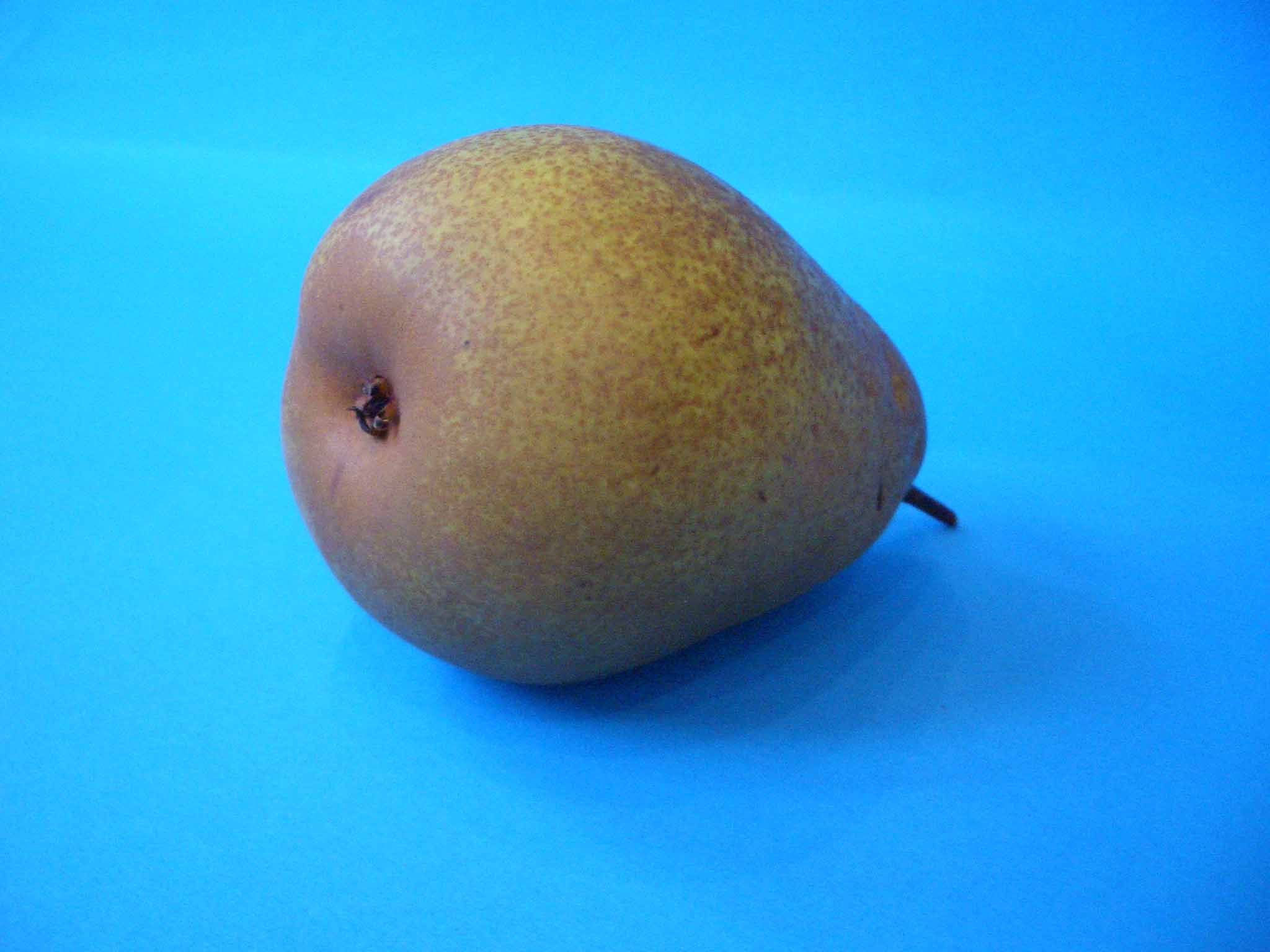
Clairgeau Butterbirne

- Alexander Lambré: Sortenbeschreibung in Band 2, 1860, Nr. 163, S. 349 f.
- Amboise: Sortenbeschreibung in Band 2, 1860, Nr. 157, S. 337 f.
- Andenken an Bouvier: Sortenbeschreibung in Band 2, 1860, Nr. 216, S. 453 f.
- Antoinettes Butterbirne: Sortenbeschreibung in Band 2, 1860, Nr. 122, S. 267 f.
- Arenberg: Sortenbeschreibung in Band 2, 1860, Nr. 167, S. 357 f.
- Arenbergs Colmar: Sortenbeschreibung in Band 2, 1860, Nr. 145, S. 313 f.
- Aurate: Sortenbeschreibung in Band 2, 1860, Nr. 81, S. 185 f.
- Baronsbirne: Sortenbeschreibung in Band 2, 1860, Nr. 256, S. 535 f.
- Bergamotte von Parthenay: Sortenbeschreibung in Band 2, 1860, Nr. 80, S. 183 f.
- Betzelsbirne
- Blumenbirne: Sortenbeschreibung in Band 2, 1860, Nr. 96, S. 215 f.
- Bödickers Butterbirne: Sortenbeschreibung in Band 2, 1860, Nr. 140, S. 303 f.
- Bollweiler Butterbirne: Sortenbeschreibung in Band 2, 1860, Nr. 263, S. 549 f.
- Brauner Sommerkönig: Sortenbeschreibung in Band 2, 1860, Nr. 188, S. 399 f.
- Braunrote Pomeranzenbirne: Sortenbeschreibung in Band 2, 1860, Nr. 113, S. 249 f.
- Brielsche Pomeranzenbirne: Sortenbeschreibung in Band 2, 1860, Nr. 187, S. 397 f.
- Broncirte Herbstbirne: Sortenbeschreibung in Band 2, 1860, Nr. 152, S. 327 f.
- Brüsseler Herbstmuskateller: Sortenbeschreibung in Band 2, 1860, Nr. 203, S. 429 f.
- Bunte Birne: Sortenbeschreibung in Band 2, 1860, Nr. 121, S. 265 f.
- Bürgermeister Bouvier: Sortenbeschreibung in Band 2, 1860, Nr. 149, S. 321 f.
- Butterbirne von Albret: Sortenbeschreibung in Band 2, 1860, Nr. 205, S. 433 f.
- Butterbirne von Montgeron: Sortenbeschreibung in Band 2, 1860, Nr. 199, S. 421 f.
- Cassolet: Sortenbeschreibung in Band 2, 1860, Nr. 97, S. 217 f.
- Champagner Bratbirne: Sortenbeschreibung in Band 2, 1860, Nr. 219, S. 459 f.
- Chaumontel: Sortenbeschreibung in Band 2, 1860, Nr. 75, S. 173 f.
- Charles Cognée: Sortenbeschreibung in Pomologische Monatshefte 1890, S. 21, Pomologische Monatshefte 1896, S. 189, Deutsche Obstbauzeitung 1911, S- 380-383.
- Chevalier: Sortenbeschreibung in Band 2, 1860, Nr. 232, S. 487 f.
- Clairgeau Butterbirne: Sortenbeschreibung in Band 2, 1860, Nr. 241, S. 505 f.
- Colmar: Sortenbeschreibung in Band 2, 1860, Nr. 172, S. 367 f.
- Colomas Carmeliterbirne: Sortenbeschreibung in Band 2, 1860, Nr. 159, S. 341 f.
- Colomas Herbstbutterbirne: Sortenbeschreibung in Band 2, 1860, Nr. 211, S. 443 f.
- Comperette: Sortenbeschreibung in Band 2, 1860, Nr. 139, S. 301 f.
- Darimont: Sortenbeschreibung in Band 2, 1860, Nr. 209, S. 439 f.
- Darmstädter Bergamotte: Sortenbeschreibung in Band 2, 1860, Nr. 137, S. 297 f.
- Decosters Russelet: Sortenbeschreibung in Band 2, 1860, Nr. 143, S. 309 f.
- Deutsche Augustbirne: Sortenbeschreibung in Band 2, 1860, Nr. 89, S. 201 f.
- Diels Butterbirne: Sortenbeschreibung in Band 2, 1860, Nr. 70, S. 163 f.
- Dittrichs Winterbutterbirne: Sortenbeschreibung in Band 2, 1860, Nr. 253, S. 529 f.
- Donauers Bergamotte: Sortenbeschreibung in Band 2, 1860, Nr. 133, S. 289 f.
- Doppelte Philippsbirne: Sortenbeschreibung in Band 2, 1860, Nr. 206, S. 435 f.
- Doppelte Russelet: Sortenbeschreibung in Band 2, 1860, Nr. 115, S. 253 f.
- Dumas Herbstdorn: Sortenbeschreibung in Band 2, 1860, Nr. 246, S. 515 f.
- Edelcrassane
- Eduardsbirne: Sortenbeschreibung in Band 2, 1860, Nr. 106, S. 235 f.
- Elliot: Sortenbeschreibung in HortScience 24(5):869-870. 1989
- Emil Heyst: Sortenbeschreibung in Band 2, 1860, Nr. 150, S. 323 f.
- Emilie Bivort: Sortenbeschreibung in Band 2, 1860, Nr. 225, S. 471 f.
- Englische lange grüne Winterbirne: Sortenbeschreibung in Band 2, 1860, Nr. 72, S. 167 f.
- Erzherzog Carls Winterbirne: Sortenbeschreibung in Band 2, 1860, Nr. 237, S. 497 f.
- Erzherzogin: Sortenbeschreibung in Band 2, 1860, Nr. 99, S. 221 f.
- Erzherzogsbirne: Sortenbeschreibung in Band 2, 1860, Nr. 91, S. 205 f.
- Esperens Bergamotte
- Esperens Herrenbirne: Sortenbeschreibung in Band 2, 1860, Nr. 193, S. 409 f.
- Esperens Märzbirne: Sortenbeschreibung in Band 2, 1860, Nr. 260, S. 543 f.
- Esperine: Sortenbeschreibung in Band 2, 1860, Nr. 229, S. 481 f.
- Forellenbirne: Sortenbeschreibung in Band 2, 1860, Nr. 67, S. 157 f.
- Franchipanne: Sortenbeschreibung in Band 2, 1860, Nr. 146, S. 315 f.
- Französische Muskateller: Sortenbeschreibung in Band 2, 1860, Nr. 104, S. 231 f.
- Französische Russelet: Sortenbeschreibung in Band 2, 1860, Nr. 132, S. 287 f.
- Frauenschenkel: Sortenbeschreibung in Band 2, 1860, Nr. 92, S. 207 f.
- Fremion: Sortenbeschreibung in Band 2, 1860, Nr. 212, S. 445 f.
- Friedrich von Preußen: Sortenbeschreibung in Band 2, 1860, Nr. 126, S. 275 f.
- Fürstenzeller Winterbergamotte: Sortenbeschreibung in Band 2, 1860, Nr. 69, S. 161 f.
- Geerards Bergamotte: Sortenbeschreibung in Band 2, 1860, Nr. 169, S. 361 f.
- General Totleben
- Gestreifte Russelet: Sortenbeschreibung in Band 2, 1860, Nr. 118, S. 259 f.
- Glücksbirne: Sortenbeschreibung in Band 2, 1860, Nr. 259, S. 541 f.
- Goldbirne von Bilboa: Sortenbeschreibung in Band 2, 1860, Nr. 213, S. 447 f.
- Gönnersche Birne: Sortenbeschreibung in Band 2, 1860, Nr. 103, S. 229 f.
- Graf Canal: Sortenbeschreibung in Band 2, 1860, Nr. 171, S. 365 f.
- Graf von Flandern: Sortenbeschreibung in Band 2, 1860, Nr. 254, S. 531 f.
- Gräfin von Paris
- Graue runde Winterbergamotte: Sortenbeschreibung in Band 2, 1860, Nr. 245, S. 513 f.
- Griese Bern norddeutsche Kochbirne
- Große gelbe Weinbirne: Sortenbeschreibung in Band 2, 1860, Nr. 182, S. 387 f.
- Große Rietbirne: Sortenbeschreibung in Band 2, 1860, Nr. 114, S. 251 f.
- Große Sommerbergamotte: Sortenbeschreibung in Band 2, 1860, Nr. 183, S. 389 f.
- Große St. Georgsbirne: Sortenbeschreibung in Band 2, 1860, Nr. 195, S. 413 f.
- Großer (französischer) Katzenkopf: Sortenbeschreibung in Band 2, 1860, Nr. 251, S. 525 f.
- Grüne Herbstapothekerbirne: Sortenbeschreibung in Band 2, 1860, Nr. 128, S. 279 f.
- Grüne Tafelbirne: Sortenbeschreibung in Band 2, 1860, Nr. 90, S. 203 f.
- Grüner Sommerdorn: Sortenbeschreibung in Band 2, 1860, Nr. 186, S. 395 f.
- Gute von Ezée: Sortenbeschreibung in Band 2, 1860, Nr. 200, S. 423 f.
- Haffners Butterbirne: Sortenbeschreibung in Band 2, 1860, Nr. 130, S. 283 f.
- Haller Rotbirne: Sortenbeschreibung in Band 2, 1860, Nr. 202, S. 427 f.
- Hammelsbirne: Sortenbeschreibung in Band 2, 1860, Nr. 131, S. 285 f.
- Hannoversche Jakobsbirne: Sortenbeschreibung in Band 2, 1860, Nr. 83, S. 189 f.
- Hardenponts Leckerbissen: Sortenbeschreibung in Band 2, 1860, Nr. 230, S. 483 f.
- Hardenponts Winterbutterbirne: Sortenbeschreibung in Band 2, 1860, Nr. 73, S. 169 f.
- Harovin Sundown: Sortenbeschreibung in HortScience 44(5):1461-1463. 2009
- Harrow Sweet: Sortenbeschreibung in HortScience HortScience 27(12):1131-1134. 1992
- Hedwig von der Osten: Sortenbeschreibung in Band 2, 1860, Nr. 102, S. 227 f.
- Henriette Bouvier: Sortenbeschreibung in Band 2, 1860, Nr. 247, S. 517 f.
- Herbst-Amadotte: Sortenbeschreibung in Band 2, 1860, Nr. 207, S. 437 f.
- Hessel: Sortenbeschreibung in Band 2, 1860, Nr. 98, S. 219 f.
- Hochheimer Butterbirne: Sortenbeschreibung in Band 2, 1860, Nr. 161, S. 345 f.
- Hofratsbirne: Sortenbeschreibung in Band 2, 1860, Nr. 227, S. 477 f.
- Hopfenbirne: Sortenbeschreibung in Band 2, 1860, Nr. 94, S. 211 f.
- Jagdbirne: Sortenbeschreibung in Band 2, 1860, Nr. 158, S. 339 f.
- Jaminette: Sortenbeschreibung in Band 2, 1860, Nr. 164, S. 351 f.
- Jeanne d’Arc
- Jodoigner Leckerbissen: Sortenbeschreibung in Band 2, 1860, Nr. 196, S. 415 f.
- Josephine von Mecheln
- Juliusdechantsbirne: Sortenbeschreibung in Band 2, 1860, Nr. 176, S. 375 f.
- Junker Hans: Sortenbeschreibung in Band 2, 1860, Nr. 238, S. 499 f.
- Kampervenus: Sortenbeschreibung in Band 2, 1860, Nr. 155, S. 333 f.
- Kanzler von Holland: Sortenbeschreibung in Band 2, 1860, Nr. 198, S. 419 f.
- Kirchberger Butterbirne: Sortenbeschreibung in Band 2, 1860, Nr. 151, S. 325 f.
- Kleine Blankette: Sortenbeschreibung in Band 2, 1860, Nr. 82, S. 187 f.
- Kleine Schmalzbirne: Sortenbeschreibung in Band 2, 1860, Nr. 185, S. 393 f.
- Kleiner Katzenkopf: Sortenbeschreibung in Band 2, 1860, Nr. 250, S. 523 f.
- Klevenowsche Birne: Sortenbeschreibung in Band 2, 1860, Nr. 88, S. 199 f.
- Königsgeschenk von Neapel: Sortenbeschreibung in Band 2, 1860, Nr. 68, S. 159 f.
- Köstliche von Löwenjoul: Sortenbeschreibung in Band 2, 1860, Nr. 226, S. 473 f.
- Kuhfuß: Sortenbeschreibung in Band 2, 1860, Nr. 105, S. 233 f.
- Landsberger Malvasier: Sortenbeschreibung in Band 2, 1860, Nr. 144, S. 311 f.
- Lange grüne Winterbirne: Sortenbeschreibung in Band 2, 1860, Nr. 234, S. 491 f. norddeutsche Kochbirne
- Langstielerin: Sortenbeschreibung in Band 2, 1860, Nr. 218, S. 457 f.
- Leckerbissen von Angers: Sortenbeschreibung in Band 2, 1860, Nr. 214, S. 449 f.
- Leon Leclerc von Laval: Sortenbeschreibung in Band 2, 1860, Nr. 262, S. 547 f.
- Liebart: Sortenbeschreibung in Band 2, 1860, Nr. 197, S. 417 f.
- Liebesbirne: Sortenbeschreibung in Band 2, 1860, Nr. 110, S. 243 f.
- Liegels Herbstbutterbirne: Sortenbeschreibung in Band 2, 1860, Nr. 127, S. 277 f.
- Liegels Honigbirne: Sortenbeschreibung in Band 2, 1860, Nr. 189, S. 401 f.
- Liegels Winterbutterbirne: Sortenbeschreibung in Band 2, 1860, Nr. 74, S. 171 f.
- Lothringer Dechantsbirne: Sortenbeschreibung in Band 2, 1860, Nr. 227, S. 475 f.
- Löwenkopf: Sortenbeschreibung in Band 2, 1860, Nr. 175, S. 373 f.
- Marianne von Nancy: Sortenbeschreibung in Bd. 2 (1860), Nr. 223, S. 467 f.
- Markbirne: Sortenbeschreibung in Bd. 2 (1860), Nr. 170, S. 363 f.
- Mayers rote Bergamotte: Sortenbeschreibung in Bd. 2 (1860), Nr. 112, S. 247 f.
- Meininger Wasserbirne: Sortenbeschreibung in Bd. 2 (1860), Nr. 117, S. 257 f.
- Meißener Eierbirne: Sortenbeschreibung in Bd. 2 (1860), Nr. 184, S. 391 f.
- Meuris: Sortenbeschreibung in Bd. 2 (1860), Nr. 119, S. 261 f.
- Millot von Nancy: Sortenbeschreibung in Bd. 2 (1860), Nr. 228, S. 479 f.
- Nehrenthal: Sortenbeschreibung in Bd. 2 (1860), Nr. 108, S. 239 f.
- Neue Crasanne: Sortenbeschreibung in Bd. 2 (1860), Nr. 222, S. 465 f.
- Neue Winterdechantsbirne: Sortenbeschreibung in Bd. 2 (1860), Nr. 78, S. 179 f.
- Nikitaer Apothekerbirne: Sortenbeschreibung in Bd. 2 (1860), Nr. 138, S. 299 f.
- Nina: Sortenbeschreibung in Bd. 2 (1860), Nr. 87, S. 197 f.
- Noirchain: Sortenbeschreibung in Bd. 2 (1860), Nr. 134, S. 291 f.
- Nordhäuser Forellenbirne
- Ochsenherz: Sortenbeschreibung in Bd. 2 (1860), Nr. 221, S. 463 f.
- Oliver de Serres
- Onkel Peter: Sortenbeschreibung in Bd. 2 (1860), Nr. 135, S. 293 f.
- Osterbergamotte: Sortenbeschreibung in Bd. 2 (1860), Nr. 173, S. 369 f.

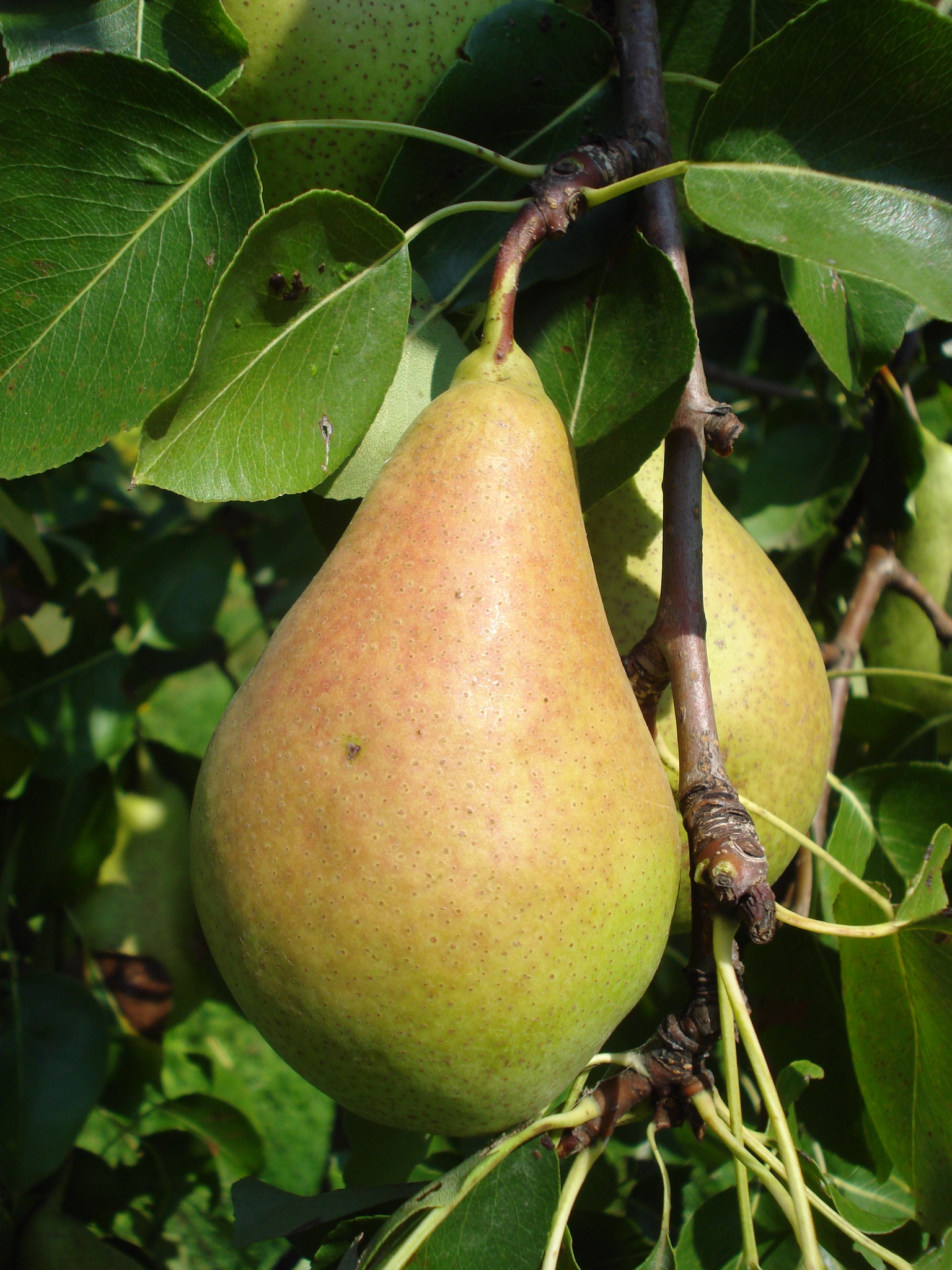
Pastorenbirne am Baum

- Pastorenbirne: Sortenbeschreibung in Bd. 2 (1860), Nr. 240, S. 503 f.
- Pichelbirne: Sortenbeschreibung in Bd. 2 (1860), Nr. 239, S. 501 f.
- Pitmaston = Pitmaston Duchess: Sortenbeschreibung in Pomologische Monatshefte 1904, S. 97.
- Priesterbirne: Sortenbeschreibung in Bd. 2 (1860), Nr. 258, S. 539 f.
- Prinzessin von Oranien: Sortenbeschreibung in Bd. 2 (1860), Nr. 194, S. 411 f.
- Regentin: Sortenbeschreibung in Bd. 2 (1860), Nr. 71, S. 165 f.
- Rhenser Schmalzbirne: Sortenbeschreibung in Bd. 2 (1860), Nr. 255, S. 533 f.
- Roberts Muskateller: Sortenbeschreibung in Bd. 2 (1860), Nr. 177, S. 377 f.
- Rouse Lench: Sortenbeschreibung in Bd. 2 (1860), Nr. 79, S. 181 f.
- Russeline: Sortenbeschreibung in Bd. 2 (1860), Nr. 148, S. 319 f.
- Russette von Bretagne: Sortenbeschreibung in Bd. 2 (1860), Nr. 153, S. 329 f.
- Sagerets Bergamotte: Sortenbeschreibung in Bd. 2 (1860), Nr. 141, S. 305 f.
- Sagerets Weinbirne: Sortenbeschreibung in Bd. 2 (1860), Nr. 190, S. 403 f.
- Sarasin: Sortenbeschreibung in Bd. 2 (1860), Nr. 261, S. 545 f.
- Schmelzende Britanien: Sortenbeschreibung in Bd. 2 (1860), Nr. 192, S. 407 f.
- Schöne Angevine: Sortenbeschreibung in Bd. 2 (1860), Nr. 257, S. 537 f.
- Schöne Julie: Sortenbeschreibung in Bd. 2 (1860), Nr. 142, S. 307 f.
- Schönlins Winterbutterbirne: Sortenbeschreibung in Bd. 2 (1860), Nr. 174, S. 371 f.
- Schönste Herbstbirne: Sortenbeschreibung in Bd. 2 (1860), Nr. 215, S. 451 f.
- Schönste Sommerbirne: Sortenbeschreibung in Bd. 2 (1860), Nr. 180, S. 383 f.
- Schulbirne: Sortenbeschreibung in Bd. 2 (1860), Nr. 111, S. 245 f.
- Schweizer Wasserbirne: Sortenbeschreibung in Bd. 2 (1860), Nr. 217, S. 455 f.
- Sentelets Dechantsbirne: Sortenbeschreibung in Bd. 2 (1860), Nr. 224, S. 469 f.
- Seutins-Birne: Sortenbeschreibung in Bd. 2 (1860), Nr. 242, S. 507 f.
- Sieulles Birne: Sortenbeschreibung in Bd. 2 (1860), Nr. 147, S. 317 f.
- Slavonische Wasserbirne: Sortenbeschreibung in Bd. 2 (1860), Nr. 100, S. 223 f.
- Sommer-Ambrette oder Gute Graue: Sortenbeschreibung in Bd. 2 (1860), Nr. 116, S. 255 f.
- Sommerbirne von Angers: Sortenbeschreibung in Bd. 2 (1860), Nr. 101, S. 225 f.
- Sparbirne: Sortenbeschreibung in Bd. 2 (1860), Nr. 86, S. 195 f.
- Späte Hardenpont: Sortenbeschreibung in Bd. 2 (1860), Nr. 76, S. 175 f.
- Spoelberch: Sortenbeschreibung in Bd. 2 (1860), Nr. 231, S. 485 f.
- St. Germain: Sortenbeschreibung in Bd. 2 (1860), Nr. 166, S. 355 f.
- Straußmuskateller: Sortenbeschreibung in Bd. 2 (1860), Nr. 84, S. 191 f.
- Tertolens Herbstzuckerbirne: Sortenbeschreibung in Bd. 2 (1860), Nr. 154, S. 331 f.
- Theodor Körner: Sortenbeschreibung in Bd. 2 (1860), Nr. 120, S. 263 f.
- Theodor von Mons: Sortenbeschreibung in Bd. 2 (1860), Nr. 124, S. 271 f.
- Thielebirne: Sortenbeschreibung in Bd. 2 (1860), Nr. 201, S. 425 f.
- Thouin: Sortenbeschreibung in Bd. 2 (1860), Nr. 129, S. 281 f.
- Triumph von Jodoigne: Sortenbeschreibung in Bd. 2 (1860), Nr. 162, S. 347 f.
- Troppauer Muskateller: Sortenbeschreibung in Bd. 2 (1860), Nr. 181, S. 385 f.
- Unglücksbirne: Sortenbeschreibung in Bd. 2 (1860), Nr. 125, S. 273 f.
- Van Mons Butterbirne: Sortenbeschreibung in Bd. 2 (1860), Nr. 235, S. 493 f.
- Vanassche: Sortenbeschreibung in Bd. 2 (1860), Nr. 233, S. 489 f.
- Veldenzerbirne: Sortenbeschreibung in Bd. 2 (1860), Nr. 236, S. 495 f.
- Verschwenderin: Sortenbeschreibung in Bd. 2 (1860), Nr. 244, S. 511 f.
- Virguleuse: Sortenbeschreibung in Bd. 2 (1860), Nr. 165, S. 353 f.
- Vizekönigin: Sortenbeschreibung in Bd. 2 (1860), Nr. 243, S. 509 f.
- Volkmarserbirne: Sortenbeschreibung in Band 2, 1860, Nr. 123, S. 269 f.
- Wahre Canning: Sortenbeschreibung in Bd. 2 (1860), Nr. 178, S. 379 f.
- Wein-Bergamott-Birne norddeutsche Kochbirne
- Wespenbirne: Sortenbeschreibung in Bd. 2 (1860), Nr. 85, S. 193 f.
- Westrum: Sortenbeschreibung in Bd. 2 (1860), Nr. 107, S. 237 f.
- Wiener Pomeranzenbirne: Sortenbeschreibung in Bd. 2 (1860), Nr. 109, S. 241 f.
- Wildling von Caissoy: Sortenbeschreibung in Bd. 2 (1860), Nr. 249, S. 521 f.
- Wildling von Einsiedel: Sortenbeschreibung in Bd. 2 (1860), Nr. 220, S. 461 f.
- Wildling von Montigny: Sortenbeschreibung in Bd. 2 (1860), Nr. 204, S. 431 f.
- Windsorbirne: Sortenbeschreibung in Bd. 2 (1860), Nr. 95, S. 213 f.
- Winterdechantsbirne: Sortenbeschreibung in Bd. 2 (1860), Nr. 77, S. 177 f.
- Winterdorn: Sortenbeschreibung in Bd. 2 (1860), Nr. 248, S. 519 f.
- Winterliebesbirne: Sortenbeschreibung in Bd. 2 (1860), Nr. 156, S. 335 f.
- Winter-Meuris: Sortenbeschreibung in Bd. 2 (1860), Nr. 168, S. 359 f.
- Winter-Nelis: Sortenbeschreibung in Bd. 2 (1860), Nr. 252, S. 527 f.
- Wittenberger Glockenbirne: Sortenbeschreibung in Bd. 2 (1860), Nr. 136, S. 295 f.
- Woltmanns Eierbirne: Sortenbeschreibung in Bd. 2 (1860), Nr. 179, S. 381 f.
- Zephirin Gregoire: Sortenbeschreibung in Bd. 2 (1860), Nr. 160, S. 343 f.
- Zimtfarbige Schmalzbirne: Sortenbeschreibung in Bd. 2 (1860), Nr. 210, S. 441 f.
- Zweimal tragende Birne: Sortenbeschreibung in Bd. 2 (1860), Nr. 93, S. 209 f.

## Liste der häufigsten Mostbirnensorten

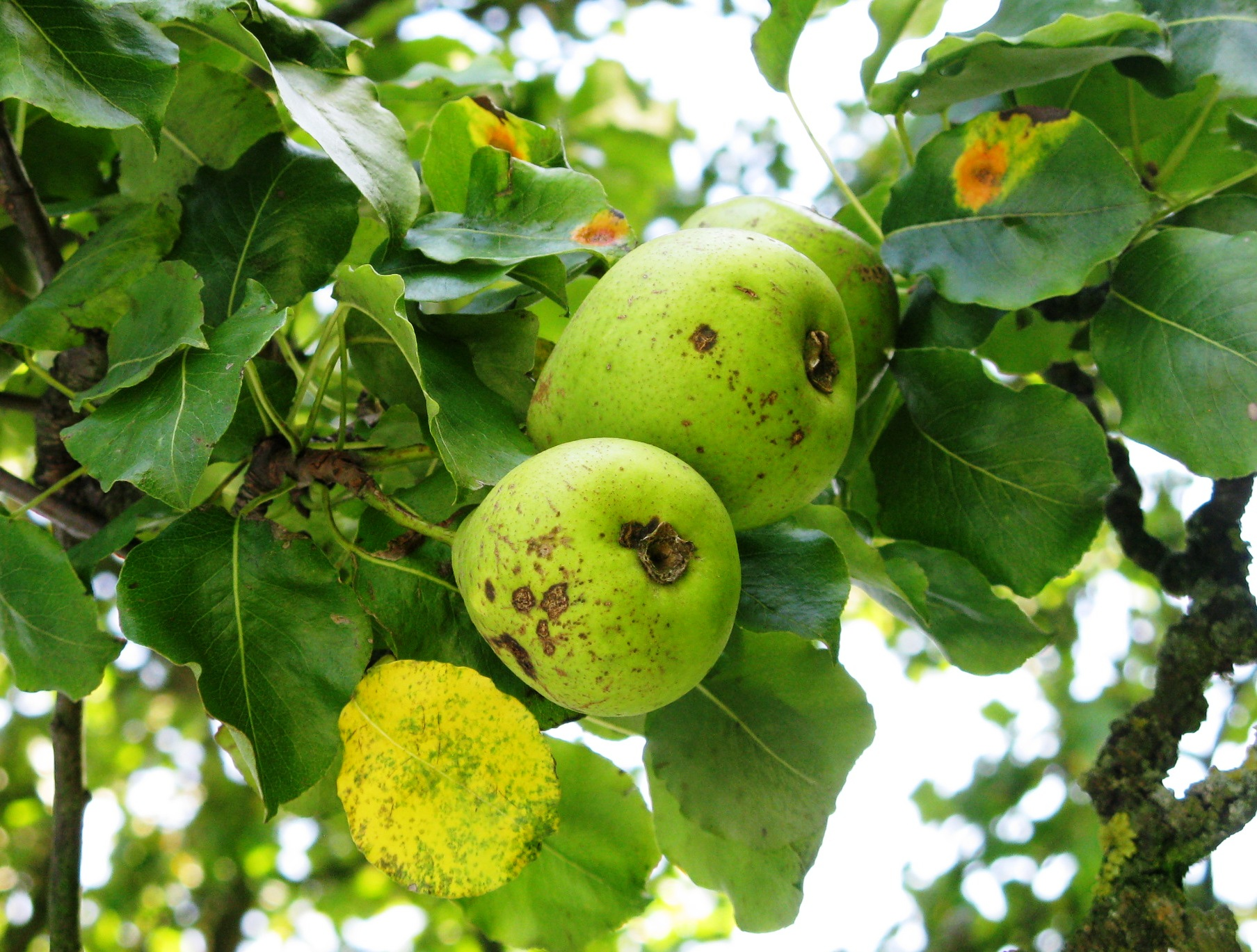
Früchte der Oberösterreicher Weinbirne

Die folgende Liste enthält die wichtigsten und am meisten verbreiteten Mostbirnensorten. Es handelt sich bei dieser Auflistung ausschließlich um Sorten, die vor 1900 entstanden sind und in den Streuobstgebieten Deutschlands, Österreichs und der Schweiz vorkommen. Die Namen richten sich nach den am häufigsten gebräuchlichen Bezeichnungen.
- Bayerische Weinbirne
- Betzelsbirne
- Champagner Bratbirne
- Fässlesbirne
- Fellbacher Mostbirne
- Geddelsbacher Mostbirne
- Gelbe Wadelbirne
- Gelbmöstler
- Große Rommelter
- Großer Französischer Katzenkopf
- Grüne Jagdbirne
- Grünmöstler
- Hirschbirne
- Karcherbirne
- Kirchensaller Mostbirne
- Kluppertebirne
- Knausbirne
- Kolbinger Goldbirne
- Knollbirne
- Kuhfuß
- Langstielerin
- Latschenbirne
- Marxenbirne
- Metzer Bratbirne
- Nägelesbirne
- Oberösterreicher Weinbirne
- Owener Mostbirne
- Palmischbirne
- Paulsbirne
- Prevorster Bratbirne
- Reichenäckerin
- Remele
- Römische Schmalzbirne
- Schneiderbirne
- Schweizer Wasserbirne
- Sievenicher Mostbirne
- Sommerblutbirne
- Sommerfeigenbirne
- Sommermuskatbirne
- St. Remy
- Weilersche Bratbirne
- Welsche Bratbirne
- Wilde Eierbirne
- Wildling von Einsiedel
- Wolfsbirne